# Гангхар Пуенсум
Гангхар Пуенсум (тибетански:གངས་དཀར་སྤུན་གསུམ་,енгл. Gangkhar Puensum) је највиша планина у Бутану и једна од највиших планина у свету са висином од 7.570 метара. Налази се на граници са Кином.

## О планини
Надморска висина Гангхар Пуенсума је први пут измерена 1922. године, али све до последњих година, планина је због погрешних података приказана на различитим локацијама и у различитим висинама. Након што је Бутан дозволио планинарење 1983. године било је четири неуспешних експедиција 1985. и 1986. године.
Британска експедиција из 1986. године наводи да је висина планине 7.550 метара и да се цела налази унутар државе Бутан.
Од 1994. године пењање на планине у Бутану које су веће од 6.000 метара је забрањено из поштовања према локалним духовним веровањима, а од 2003. планинарење је потпуно забрањено.
Међутим, јапански планинарски тим се 1998. године успешно попео на планину кренувши из Тибета. Они су утврдили да је висина планине 7.570 метара што је и данас усвојена висина.